# Josep Maria Estela i Ribes
Josep Maria Estela i Ribes (Alcarràs, Segrià, 1970) és un policia català, que va exercir de comissari en cap dels Mossos d'Esquadra des del desembre del 2021 fins al seu cessament l'octubre de 2022.
Llicenciat en Dret per la Universitat de Lleida, es graduà en un màster de Polítiques Públiques de Seguretat i un programa superior de direcció i gestió de la seguretat pública per la Universitat Oberta de Catalunya i ha impartit docència a l'Escola de Policia de Catalunya.
En 1994 va entrar a formar part dels Mossos d'Esquadra on ha estat agent de la unitat de seguretat ciutadana a la comissaria de Figueres, inspector cap de l'Àrea Bàsica Policial del Bages, sergent cap de l'ABP del Pallars Sobirà, sotscap de la Regió Policial de Ponent, i cap de la Regió Policial de les Terres de l'Ebre, i durant el seu exercici va ser un dels responsables en la investigació de les explosions d'Alcanar d'agost de 2017, posteriorment va rellevar a l'intendent Ramon Chacón com a cap de la Regió Policial dels Mossos d'Esquadra a Tarragona, i en 20 de desembre de 2021 rellevà Josep Lluís Trapero Álvarez com a comissari en cap dels Mossos d'Esquadra. El setembre de 2022, davant d'informacions aparegudes sobre una crisi interna entre els comandaments, reconegudes pel mateix Estela, va assegurar en un missatge intern enviat als agents que els projectes requerits pel cos seguien endavant car comptaven amb el suport del conseller d'Interior de la Generalitat de Catalunya, Joan Ignasi Elena, del seu equip de govern i de la prefectura de policia. El 17 d'octubre, però, va ser destituït després de nou mesos de càrrec i substituït pel número 2 del cos, Eduard Sallent, per desavinences de lleialtat entre ambdós comandaments.